# Persewar Waropen
Persatuan Sepak Bola Waropen, más conocido como Persewar Waropen, es un equipo de fútbol indonesio que juega en la Liga 2, la segunda categoría del fútbol en el país.